# Fely Manzano
Felisa Manzano Conde (Orense, Galicia, España, 13 de mayo de 1942-Madrid, España, 7 de abril de 2017), conocida como Fely Manzano, fue una actriz española con una larga trayectoria tanto en la televisión, como en el cine y en el teatro.

## Biografía
Es conocida para el gran público gallego por su papel de la madre de Miro Pereira en la comedia Pratos combinados serie que marcó un hito en la TVG. En 2010 es seleccionada por la directora de casting Orisel Gaspar Rojas para interpretar el personaje de Verónica en el Cortometraje Dulce dirigido por Iván Ruiz Flores, personaje por el cual recibe cinco premios a la mejor interpretación femenina en diferentes festivales alrededor del mundo, dos de ellos concedidos por Francis Ford Coppola y Ridley Scott. Ha compartido escena con grandes figuras de la escena española, entre ellas Pedro Peña, conocido como el abuelo de España, o su pareja el actor gallego Tucho Lagares y fue dirigida por reconocidos directores del cine y la televisión española, entre ellos Carlos Piñeiro, José Luis Cuerda, Carlos Iglesias, Chema Gagino, Iván Ruiz Flores, entre otros. En 2015 es galardonada por la academia gallega del sector audiovisual con el Premio de Honor Fernando Rey a Toda una Carrera en los Premios Mestre Mateo.
Falleció el 7 de abril de 2017 en Madrid, a los 74 años de edad.

## Películas
- Urxa (1989), de Alfredo García Pinal y Carlos Piñeiro.
- A los que aman (1997), de Isabel Coixet.
- A lingua das bolboretas (1999), de José Luis Cuerda.
- Divertimento (2000), de José García Hernández.
- Lena (2001), de Gonzalo Tapia.
- El regalo de Silvia (2003), de Dionisio Pérez
- La Mari (2003), de Jesús Garay.
- La Rosa de Alejandría (2003), de Rafael Monleón.
- Un Franco, 14 pesetas (2006), de Carlos Iglesias.
- La Bolsa de Bielsa. El puerto de hielo (2008), de Mirella R. Abrisqueta, Maite Cortina y José Ángel Delgado.

## Cortometrajes
- Contar (1994), de Manuel Abad.
- Distrito Picasso (1994), de Chema Gagino.
- Coruña imposible (1995), de Paco Rañal.
- Vídeo doméstico (1995), de Chema Gagino.
- Memorias dun parado (1996), de Antonio Simón.
- Alzheimer (2000), de Álex Sampayo.
- A mercería (2000), de Marise Brostel.
- As Muxicas (2002), de Carlos Alberto Alonso Iglesias.
- Yo te patino (2002), de Fran Jurado.
- Donde no lo esperas (2003), de Diego Méndez.
- El nunca lo haría (2003), de Javier Cea.
- Hermanos (2004), de Oskar Bilbao.
- Rosa (2004), de Elena A. Dosil.
- Lembrar (2004), de Tomás Alonso.
- Rosas (2005), de Mikel Fuentes.
- O reflexo da lembranza (2007), de Roberto Rego.
- Historia del arte (2007), de Javier Batanero.
- Dulce (2010), de Iván Ruiz Flores.
- Mandarina (2012), de
- Teatro (2014), de Iván Ruiz Flores
- Vainilla (2015), de Juan Beiro

## Televisión

### Personajes fijos
- Servizo de urxencias (1989)
- Pratos combinados (1995-2006) (TVG)
- Con perdón (1997) (TVG)
- Fíos (2001) (TVG)
- A vida por diante (2006) (TVG)
- Para mariñeiros nos (2011) (TVG)

### Personajes episódicos
- El oro y el barro (1989) (Antena 3)
- Outros feirantes (Tristán García) (1990) (TVG)
- Mareas vivas (1998) (TVG)
- El comisario (2000) (Telecinco)
- Padre Casares (2008) (TVG)
- Escoba! (2012) (TVG)

## Premios y nominaciones
- Fue merecedora del Premio a la mejor actriz en el II Festival de Cine y Vídeo de San Telmo (Buenos Aires, Argentina) en 2004, por el cortometraje As Muxicas.
- Estuvo nominada a los premios Mestre Mateo 2007 como mejor actriz de reparto por su papel en la película Un Franco, 14 pesetas.
- Obtuvo el Premio a la mejor actriz en Facultad de Comunicación de Pontevedra en junio de 2010 por la interpretación de Carmen en el cortometraje La señora Carmen.
- Premio a la mejor actriz en la III Edición del Etnaci Film Festival, Sicilia (Italia) por el personaje de Verónica del Cortometraje Dulce, julio de 2011
- Premio a la mejor actriz, en El Solofra Film Festival (Italia) por el personaje de Verónica, en el cortometraje Dulce marzo de 2012
- Premio a la mejor actriz, en NASICAE  FESTIVAL (Italia), popr el personaje de Verónica en el cortometraje Dulce, octubre de 2012.[2]
- Premio a la mejor actriz, en la Primera Edición de Puerto Rico Internacional Film Fest & Convention, por el personaje de Verónica en el cortometraje Dulce, agosto de 2013
- Premio de Honor Fernando Rey a Toda una Carrera en los Premios Mestre Mateo (2015)